# Syngenopsyllus calceatus
Syngenopsyllus calceatus är en loppart som först beskrevs av Rothschild 1905.  Syngenopsyllus calceatus ingår i släktet Syngenopsyllus och familjen fågelloppor. Inga underarter finns listade i Catalogue of Life.